# Erythrina ankaranensis
Erythrina ankaranensis es una especie de fanerógama perteneciente a la familia Fabaceae. Es endémica de Madagascar.

## Descripción
Es un árbol que se encuentra en los bosques secos en afloramientos de piedra caliza, a una altitud de  0-499 metros en el Macizo de Ankarana, al norte de Madagascar en la Provincia de Antsiranana.

## Taxonomía
Erythrina ankaranensis fue descrita por Du Puy & Labat y publicado en Bulletin du Muséum National d'Histoire Naturelle, Section B, Adansonia. Botanique Phytochimie 18: 226–228, f. 1. 1996.
Etimología
Erythrina: nombre genérico que proviene del griego ερυθρóς (erythros) = "rojo", en referencia al color rojo intenso de las flores de algunas especies representativas.
ankaranensis: epíteto geográfico que alude a su localización en el Macizo de Ankarana en Madagascar.